# Borders (Fernsehserie)
Borders (hebräisch משמר הגבול) ist eine Miniserie. In der ZDF Mediathek wurde die Serie am 3. Mai 2024 veröffentlicht, die Erstausstrahlung auf ZDFneo erfolgte am 7. Mai 2024.

## Inhalt
Avi kommt aus Bat Yam, einem Vorort von Tel Aviv, und hat häufig Probleme wegen seines hitzigen Temperaments und seiner Neigung zu Wutausbrüchen. Doch als der impulsive junge Mann mit einem einflussreichen arabischen Familienclan in Konflikt gerät, wird die Lage brenzlig. Der berüchtigte Drogenhändler Chiko, ein Freund der Familie, schaltet sich als Vermittler ein und kann Schlimmeres verhindern. Trotzdem fühlt sich Avi ungerecht behandelt und fasst einen drastischen Entschluss: Er möchte zum Grenzschutz, um in offizieller Funktion gegen kriminelle Araber vorgehen zu können. Doch bald findet er sich inmitten eines gefährlichen Konflikts wieder und weiß nicht mehr, auf welcher Seite er stehen soll.

## Besetzung und Synchronisation
Die deutschsprachige Synchronisation entstand nach den Dialogbücher von Heiko Feld, der auch dazu Dialogregie führte, Carina Krause und Jaron Löwenberg durch die Synchronfirma FFS Film- & Fernseh-Synchron GmbH.
| Rolle         | Schauspieler         | Synchronsprecher  |
| ------------- | -------------------- | ----------------- |
| Asi           | Gal Zahavi           | Martin Schülke    |
| Avi Bracha    | Ben Sultan           | Patrick Roche     |
| Chiko Fahima  | Haim Znati           | Stefan Lehnen     |
| Kobi Marciano | Ido Elieli           | Sebastian Kempf   |
| Miri Sabag    | Noa Astanjelove      | Maresa Sedlmeir   |
| Yoram Versano | Shalom Michaelshvili | Thomas Darchinger |
| Polombo       | Moris Cohen          | Ole Pfennig       |
| Salomon       | Shlomi Shabat        | Thomas Rauscher   |
| Hezi          | Asaf Mor Yosef       | Oliver Scheffel   |
| Michal        | Maya Tsafir          | Alina Abgarjan    |

## Produktion
Die Produzenten waren Fanta Naama Azulay, Michal Greydi, David Mandil, Maik Platzen, Lee Shira, Claus Wunn und Keren Yedaya. Meni Yaish war im Film als Regisseur tätig. Die Kamera führte Ram Shweky, die Montage verantwortete Amiel Kestenbaum. In der Hauptrolle spielen Ben Sultan, Ido Elieli, Noa Astanjelove, Shalom Michaelshwilli, Moris Cohen und Haim Zanati.

## Episodenliste
| Nr. (ges.) | Nr. (St.) | Deutscher Titel         | Originaltitel | Erstausstrahlung Israel | Deutschsprachige Erstveröffentlichung (Deutschland) |
| ---------- | --------- | ----------------------- | ------------- | ----------------------- | --------------------------------------------------- |
| 1          | 1         | Wut                     | פרק 1         | 14. Sep. 2023           | 3. Mai 2024                                         |
| 2          | 2         | Willkommen in Jerusalem | פרק 2         | 21. Sep. 2023           | 3. Mai 2024                                         |
| 3          | 3         | Avi Superstar           | פרק 3         | 28. Sep. 2023           | 3. Mai 2024                                         |
| 4          | 4         | Belastungsprobe         | פרק 4         | 5. Okt. 2023            | 3. Mai 2024                                         |
| 5          | 5         | Harte Schule            | פרק 5         | 12. Okt. 2023           | 3. Mai 2024                                         |
| 6          | 6         | Insider                 | פרק 6         | 19. Okt. 2023           | 3. Mai 2024                                         |
| 7          | 7         | Krieg                   | פרק 7         | 26. Okt. 2023           | 3. Mai 2024                                         |
| 8          | 8         | Auge um Auge            | פרק 8         | 2. Nov. 2023            | 3. Mai 2024                                         |